# リシャルト・バクスト
リシャルト・バクスト（ポーランド語: Ryszard Bakst, 1926年4月4日 – 1999年3月25日）はポーランド出身のピアニスト。後半生はイギリスで音楽教師として活躍した。

## 経歴
1926年、ワルシャワで生まれた。ユダヤ系ロシア人の芸術家の家庭で、ロシア帝国の画家レオン・バクストの後裔に当たる。母親からピアノの手解きを受けた後、ユゼフ・トゥルチンスキとアブラム・ルフェルに師事した。その後はモスクワ音楽院でコンスタンチン・イグムノフとゲンリフ・ネイガウスに師事し、最後にズビグニェフ・ジェヴィエツキの薫陶を受けた。
1949年、第4回ショパン国際ピアノコンクールに入賞して欧米各地で演奏を行なった。1968年に渡英。主要な門人にヤヌシュ・オレイニチャクやマレイ・マクラクラン、ロナン・オーラ（ロナン・オホラ）らがいる。
1999年、マンチェスターで死去。